# Concepció Casanova i Danés
Concepció Casanova i Danés, (Campdevànol, 30 de diciembre de 1906 — San Baudilio de Llobregat, 7 de marzo de 1991) fue filóloga, poetisa, maestra y traductora.
Quinta hija del matrimonio entre Damià Casanova i Costa y Josefa Danés i Vernedes, quien murió por complicaciones en le parto de Concepció.

## Formación
Su padre, muy concienciado en la necesidad de transformación de la sociedad familiar, animó a sus hijos a estudiar, lo que posibilitó a Concepción  unas oportunidades que eran difíciles de conseguir para las mujeres en su época. Se trasladó a Barcelona (residiendo en el Pensionado de la Misericordia en la calle Montalegre) donde cursará estudios secundarios y recibe clases de inglés en el Instituto de Cultura y Biblioteca Popular para la Mujer (1920-1925). También hará los estudios de la Escuela Superior de Bibliotecarias (1923 a 1924).
En 1927, con 20 años, su padre le concede la emancipación.
Estudió filosofía en la Universidad de Barcelona (1927-30), y en 1929 tras licenciarse, se traslada a Madrid, donde iniciará los estudios para doctorarse por esa Universidad.
Durante el  1930-1931 se desplaza a estudiar en la Universidad de Oxford, becada por la Diputación de Barcelona gracias a su expediente académico. Allí estudiará filosofía en el Balliol College y en el Christ Church; y literatura latina en Pembroke College y en el Keble College. La irregularidad en el pago de la beca le ocasionará algunos problemas económicos. Durante su estancia en Gran Bretaña conoció y entabló amistad con Jorge Guillén.
Regresa a Madrid para la lectura de su tesis doctoral titulada "Luis de León como traductor de los clásicos", presentada en 1932, que le permitió obtener un premio extraordinario.

## Trayectoria profesional
Comenzó una trayectoria profesional en el mundo de la docencia, ocupando plaza en un primer momento en el Instituto Escuela Ausiàs Marc, tarea que compaginó con la dirección de diversos cursos monográficos en el seminario de pedagogía de la Universidad de Barcelona.
También realizó, desde 1925, colaboraciones en prensa (artículos, poemas y traducciones), tanto comarcal como general (aparecen publicaciones suyas en: Diari de Sabadell, El Borinot, Art Novell, Ciutat de Manresa, Revista de Catalunya, La Veu de Catalunya, La Nau, Ginesta, Hèlix, La Publicitat, Mirador, Claror, etc.); y también en radio, donde colaboró en Radio Asociación de Cataluña.
Fue conferenciante y dio recitales poéticos en diversas instituciones culturales de su época, entre las que destacan:  el Ateneo Barcelonés, el de Gerona, la Mutua Escolar Blanquerna, además de  otras instituciones comarcales.
En 1928 publicó un primer libro de poemas, "Núria", al que siguió en 1930 su poemario más importante, "Poemes en el temps", considerado en su momento como un hito en la nueva poesía catalana de vanguardia.
Entre tanto publicó también el ensayo "Ideal de la vida de dues contraposades joventuts" (1929) y en 1935 su traducción de Polliucte de Corneille fue galardonada con el premio de traducción del Teatro Universitario de Cataluña.
Desde 1933 hasta 1936 es la responsable de cursos monográficos como «La poesia a l’escola», de trabajos de seminario y laboratorio ("El llenguatge en el nen") y de otros talleres, algunos en colaboración con la doctora Margarita Comas, como por ejemplo «La formació dels conceptes científics i del llenguatge del nen».
A partir de 1935 la información sobre su vida profesional, y personal disminuyen considerablemente. En ese año se casa con Ramón Serra  i Roca y se trasladan  a Francia. Una desgracia personal, la pérdida de sus hijas gemelas que nacieron prematuramente muertas, le provoca una crisis que la hizo ingresar en una institución de salud mental, primero en Francia y después en Barcelona. Permaneció ingresada en instituciones de este tipo hasta que el 7 de marzo de 1991, murió a los 84 años.